# Yazid ben Abi Sufyan
Yazîd Ibn Abî Sufyân ( ???-639) (يزيد بن ابي سفيان) était le fils aîné de Abu Sufyan ibn Harb, et le frère de Mu`âwiya Ibn Abî Sufyân.
Tous les trois furent des adversaires de Mahomet jusqu'à la veille de la prise de La Mecque par les musulmans en 630. Ils participèrent à la bataille de Hunayn.
Yazîd devint rapidement l'un de ceux qui seront amenés à diriger la communauté des croyants. C'est durant le califat d'Abû Bakr et celui d'`Umar que sa forte personnalité eut le plus l'occasion de s'exprimer. 
Amené à diriger le corps expéditionnaire en Syrie, il eut comme porte étendard son frère Mu`âwiya, Yazîd s'illustra dans de nombreux fait d'armes, notamment lors de la Bataille de Yarmouk où il commanda l'aile gauche de l'armée musulmane. Sa participation à la prise de la forteresse de Philadelphie (actuellement Amman) lui valut sa nomination par `Umar comme gouverneur de Damas, Abû `Ubayda restait néanmoins le gouverneur général de toutes ces régions.
Il contracta la peste à Emmaüs (عمواس, `Amwâs, Νικόπολις, Nicopolis) au cours d'une épidémie qui atteignit le Hedjaz et la Syrie et en mourut (639). Le calife nomma à son poste, son frère Mu`âwiya qui le resta pendant le califat d'`Alî jusqu'à sa prise du pouvoir en 661.